# Wojciech Firek
Wojciech Firek (ur. 23 kwietnia 1944 r. w Myślenicach  – zm. 8 października 2015 r.) – polski rzeźbiarz, profesor Akademii Sztuk Pięknych im. Jana Matejki w Krakowie.

## Życiorys
W latach 1965–1971 studia w Akademii Sztuk Pięknych w Krakowie na Wydziale Rzeźby w pracowniach prof. Jacka Pugeta i prof. Mariana Koniecznego. Od roku 1972-74 asystent na Wydziale Rzeźby w Katedrze Projektowania Architektoniczno-Rzeźbiarskiego ASP w Krakowie, 1974-80 starszy asystent, 1980 przewód I stopnia, 1992 przewód II stopnia, 1993 mianowany profesorem ASP i zatrudniony na stanowisku prof. nadzw., 2001 uzyskał tytuł profesora nadzwyczajnego, a od roku 2005 profesora zwyczajnego, od 1990 kierownik pracowni rzeźby dla studentów Wydziału Malarstwa w Katedrze Pracowni Interdyscyplinarnych.

## Twórczość
Uprawia rzeźbę pomnikową, portretową i kameralną; jego głównym założeniem twórczym jest wyrażenie idei muzyki środkami plastycznymi. W swoich pracach najczęściej łączy drewno z mosiądzem, co stworzyło indywidualną stylistykę artysty. Muzyka jest równoległą dziedziną sztuki, w której artysta realizuje się od lat. Brał udział w happeningach z eksperymentalnym zespołem “MW-2”. Brał udział w ponad 150 wystawach, konkursach, projektach i realizacjach środowiskowych, ogólnopolskich i około 100 międzynarodowych.
Prace w zbiorach muzealnych i prywatnych: Muzeum Miejskie w Tarnowie, Śródmiejski Ośrodek Kultury w Krakowie, Społeczny Ośrodek Odnowy Zabytków w Krakowie, Muzeum Historyczne w Krakowie, Szkoła Muzyczna w Kępnie, Ratusz Miejski w Myślenicach, Zbiory Freizeithaus TSBW w Husum, Ratusz Miejski w Husum, Niemcy, Zbiory Kultur Symposion w Iserlohn, Niemcy oraz w zbiorach prywatnych w wielu miastach kraju i świata. Jego prace były eksponowane lub znajdują się w większości krajów europejskich oraz w Kanadzie, USA, Watykanie.

## Nagrody
- II nagroda w konkursie studenckim na rzeźbę „Godło Klubu Jaszczury\”, Kraków, 1967;
- nagroda – medal w III Ogólnopolskiej Wystawie Rzeźby Młodych, Towarzystwo Przyjaciół Sztuk Pięknych, Kraków, 1971;
- II nagroda (zespół) w ogólnopolskim konkursie na Pomnik Zwycięstwa, Elbląg, 1973;
- nagroda równorzędna w konkursie na rzeźbę plenerowa, Kraków, 1975;
- II nagroda w wystawie „Ogólnopolskie Konfrontacje Młodych\”, Oświęcim, 1975;
- nagroda regulaminowa w wystawie „Rzeźba Roku Polski Południowej\”, BWA Kraków, 1976;
- nagroda II stopnia Ministerstwa Kultury i Sztuki (zespół katedry), 1981;
- I nagroda w ogólnopolskim konkursie na pomnik C. Zabłockiego i rozwiązanie architektoniczno-rzeźbiarskie (zespół), Instytut Pediatrii w Prokocimiu, Kraków, 1987;
- nagroda fundowana w I Ogólnopolskim Biennale Rzeźby, BWA Kraków, 1992.[5]
- Nagroda Ministra Kultury i Sztuki II st. – 1981, I nagroda (i realizacja) w ogólnopolskim konkursie na pomnik C. Zablockiego i rozwiązanie architektoniczno-rzeźbiarskie (zespół) – Instytut Pediatrii – Kraków – Prokocim 1987,
- nagroda publiczności “Rzeźba Roku” – Kraków 1988,
- nagroda w I Ogólnopolskim Biennale Rzeźby – Kraków 1992,
- nagroda “Srebrna Gwiazda Helikonu” przyznana przez Kapitułę Krakowskich Jazzmanów za propagowanie jazzu w kraju i na świecie – Kraków 2003.[5]

## Wybrane realizacje
- Akcent Pomnikowy „Legionistom”, Cmentarz Rakowicki, Kraków;
- Pomnik Zwycięstwa (zespół), Sanok;
- Rzeźbiarskie Formy Zabawowe (zespół), Tychy;
- Pomnik Pamięci Katastrofy w Kopalni Silesia (zespół), Czechowice-Dziedzice;
- Popiersie L. Rydygiera, I Klinika Chirurgiczna, Kraków;
- Popiersie Papieża Jana Pawła II, Szkoła Podstawowa nr 3, Myslenice;
- Pomnik C. Zabłockiego i rozwiązanie architektoniczno-rzeźbiarskie, Instytut Pediatrii (zespół), Kraków;
- Rzeźba Plenerowa „Zmysły”, Park TSBW, Husum, Niemcy; Akcent Pomnikowy „Marcinowi\”, Cmentarz Miejski, Husum, Niemcy;
- Popiersie Kardynała Stefana Wyszyńskiego, Szkoła Podstawowa, Stadniki[5].